# David Price (Politiker, 1940)

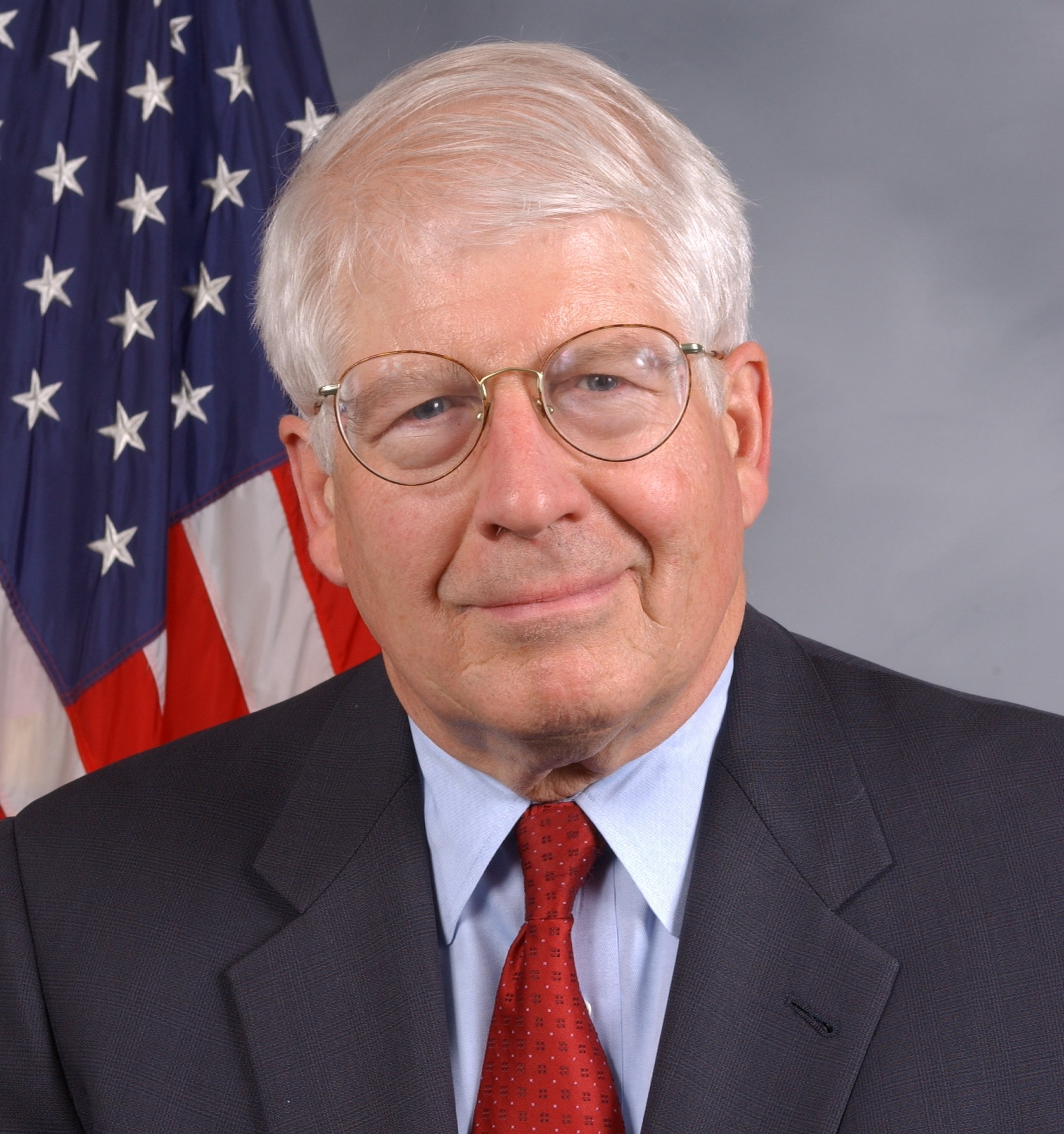
David Price

David Eugene Price (* 17. August 1940 in Erwin, Unicoi County, Tennessee) ist ein US-amerikanischer Politiker der Demokratischen Partei. Seit 1987 vertritt er mit einer Unterbrechung den vierten Distrikt des Bundesstaats North Carolina im US-Repräsentantenhaus.

## Werdegang
David Price ist der Sohn eines High-School-Rektors und einer Englisch-Lehrerin. Er besuchte die Unicoi County High School und danach zwischen 1957 und 1959 das Mars Hill College in North Carolina. Daran schloss sich bis 1961 ein Studium an der University of North Carolina in Chapel Hill an. Bis 1969 studierte er dann an der Yale University unter anderem Theologie und Philosophie und schloss mit einem Ph. D. in Politikwissenschaften ab. Zwischen 1963 und 1967 gehörte Price dem Stab von US-Senator Bob Bartlett aus Alaska an. Von 1973 bis 1986 sowie nochmals in den Jahren 1995 und 1996 war er Dozent an der Duke University in Durham.
David Price ist seit 1968 mit seiner Frau Lisa verheiratet. Das Paar hat zwei erwachsene Kinder und lebt privat in Chapel Hill (North Carolina).

## Politik
Politisch schloss sich Price der Demokratischen Partei an. In den Jahren 1981 und 1982 war er Mitglied im Democratic National Committee. Danach führte er von 1983 bis 1984 den Parteivorsitz in North Carolina. Bei den Kongresswahlen des Jahres 1986 wurde Price im vierten Wahlbezirk seines Staates in das US-Repräsentantenhaus in Washington, D.C. gewählt, wo er am 3. Januar 1987 die Nachfolge von Bill Cobey antrat. Nach drei Wiederwahlen konnte er bis zum 3. Januar 1995 zunächst vier Legislaturperioden im Kongress absolvieren. Bei den Wahlen des Jahres 1994 unterlag er dem Republikaner Fred Heineman.
Im Jahr 1996 konnte Price sein früheres Mandat im Kongress zurückgewinnen. Er konnte ebenfalls alle folgenden 11 Wahlen zwischen 1998 und 2020 gewinnen. Seine aktuelle Legislaturperiode im Repräsentantenhaus des 117. Kongresses läuft noch bis zum 3. Januar 2023.
David Price kündigte im Oktober 2021 an, nach insgesamt über 30 Jahren im Kongress, nicht für eine weitere Wiederwahl kandidieren zu wollen. Er begründete dies unter anderem mit der anstehenden Umstrukturierung der Kongresswahlbezirke. Er schied dadurch zum 3. Januar 2023 aus dem Repräsentantenhaus der Vereinigten Staaten aus.  Seine Nachfolgerin wurde die Demokratin Valerie Foushee.

## Ausschüsse
Price ist zuletzt Mitglied in folgenden Ausschüssen des Repräsentantenhauses:
- Committee on Appropriations
  - Homeland Security
  - State, Foreign Operations, and Related Programs
  - Transportation, and Housing and Urban Development, and Related Agencies (Vorsitz)
- Committee on the Budget